# クリス・ミドルトン
ジェームズ・クリスチャン・ミドルトン（James Khristian Middleton, 1991年8月12日 - ）は、アメリカ合衆国・サウスカロライナ州チャールストン出身のプロバスケットボール選手。NBAのワシントン・ウィザーズに所属している。ポジションは主にスモールフォワード。

## 経歴

### 高校・大学
高校時代、サウスカロライナ州の最優秀選手に選出された。サウスカロライナ州の高校時代から名の馳せたミドルトンは、全米代表クラスの選手として知られていた。そんなミドルトンにNCAA1部校も注目し、大学進学の際、セントジョセフ大学､バージニア工科大学､サウスカロライナ大学､ミシガン大学､テキサスA&M大学などの関係者がスカウトに訪れる中、ミドルトンはテキサスA&M大学に進学。1年生から主力として活躍し、NCAAトーナメントにも出場した。

### デトロイト・ピストンズ（2012-13）
そして3年生を終えた2012年に2012年のNBAドラフトにエントリーを表明し、デトロイト・ピストンズから2巡目39位で指名され、NBA入りした。9月15日、ピストンズとルーキー契約を結んだ。しかし、1年目の2012–13シーズンは27試合しか出場機会を与えられなかった。

### ミルウォーキー・バックス

#### 2013-14シーズン
2013年オフに、ブランドン・ジェニングスのサイン・アンド・トレードによる大型トレードで、ブランドン・ナイトと共にミルウォーキー・バックスに移籍した。この移籍がミドルトンにはステップアップのいい機会となり、バックスに加入した2013-14シーズンは82試合（64先発）に平均30.0分の出場で、12.1得点・3.8リバウンド・2.1アシスト・1.0スティールなどを記録した。

#### 2014-15シーズン
2014-15シーズン、2014年12月15日のフェニックス・サンズ戦では、試合中盤にジャバリ・パーカーが左膝の重傷を負い、チーム内に動揺が走る中、93-94で迎えた第4Qの残りわずかの場面から、起死回生の逆転ブザービーター3ポイントシュートを決め、2015年3月24日のマイアミ・ヒート戦でも、86-88で迎えた第4Qの残り数秒の場面から、6連敗中だったチームを救う逆転ブザービーター3ポイントシュートを決めた。このシーズンは79試合（58先発）に平均30.1分の出場で、13.4得点、4.4リバウンド、2.3アシスト、1.5スティールなどを記録した。

#### 2015-16シーズン
2015-16シーズン開幕前の2015年7月1日、バックスと5年7000万ドルで再契約した。このシーズンは79試合に平均36.1分の出場で、18.2得点、3.8リバウンド、4.2アシスト、1.7スティールなどを記録した。

#### 2016-17シーズン
2016-17シーズン開幕前の2016年9月、バックスはミドルトンが自主トレ中に右足ハムストリングを負傷し、全治6ヶ月の重傷を負ったと発表。2016-17シーズンの大半を欠場することになると発表。2017年2月8日のマイアミ・ヒート戦でシーズン初出場を果たした。このシーズンは29試合に平均30.7分の出場で、14.7得点、4.2リバウンド、3.4アシスト、1.4スティールなどを記録した。

#### 2017-18シーズン
2017-18シーズン、2017年11月1日のシャーロット・ホーネッツ戦で自身初の40得点以上となる43得点を記録した。2018年1月20日のフィラデルフィア・76ers戦で23得点、14リバウンド、10アシストで自身初のトリプルダブルを記録した。2018年4月5日に行われたブルックリン・ネッツ戦で31得点を記録、試合はネッツに119-111で敗れた。このシーズンは全82試合に平均36.4分の出場で、20.1得点、5.2リバウンド、4.0アシスト、1.5スティールなどを記録した。自身初めて平均20得点を超えた。2018年のプレーオフ1回戦、対ボストン・セルティックスの初戦で31得点、8リバウンド、6アシストを記録、試合はオーバータイムの末、113-107で敗れた。第7戦で32得点を記録、試合は112-96で敗れバックスは3勝4敗で1回戦敗退となった。7試合で3Pシュートを25本決め（成功率61%）、平均24.7得点、5.1リバウンド、3.1アシストを記録するなどエースのヤニス・アデトクンボと共にチームを牽引した。

#### 2018-19シーズン
2018-19シーズンは77試合に平均31.1分の出場で、18.3得点、6.0リバウンド、4.3アシスト、1.0スティールなどを記録した。また、NBAオールスターゲームに初選出された。プレーオフではデトロイト・ピストンズ、ボストン・セルティックスを破ったが、カンファレンス決勝でトロント・ラプターズにシリーズ2勝4敗で敗退した。

#### 2019-20シーズン
2019-20シーズン、2020年1月28日のワシントン・ウィザーズ戦で自身初の50得点以上となる51得点を記録した。このシーズンは62試合に平均29.9分の出場で、20.9得点、6.2リバウンド、4.3アシスト、0.9スティールなどを記録した。FG成功率49.7%、3P成功率41.5%、フリースロー成功率91.6%を記録したが、50-40-90クラブは惜しくも達成できなかった。プレーオフではオーランド・マジックを破ったが、カンファレンス準決勝でマイアミ・ヒートに1勝4敗で敗退した。第4戦でエースのヤニス・アデトクンボが負傷退場し、第5戦に欠場していた。

#### 2020-21シーズン: NBAチャンピオン制覇
翌シーズンのプレーオフでは、1回戦で再びヒートと対戦することになった。第1戦でミドルトンは27得点、6リバウンド、6アシストを記録し、延長戦の残り0.5秒に決勝のフェイダウェイジャンパーを決め、バックスが109-107で勝利し、シリーズ1-0のリードを手にした。バックスはこのシリーズを4戦全勝で終えることとなった。事実上NBAファイナルとも言われたブルックリン・ネッツとのカンファレンス・セミファイナルの第6戦で、プレーオフ・キャリアハイの38得点に加え、10リバウンド、5アシスト、5スティールを記録し、104-89で勝利した。ネッツにシリーズ4勝3敗で勝利し、カンファレンス・ファイナルとなったアトランタ・ホークスとの第3戦では、キャリアハイの38得点、11リバウンド、7アシストを記録し、113-102で勝利を収めた。第6戦では32得点を挙げて118-107で勝利し、バックスを1974年以来となるNBAファイナルに導いた。ファイナル第4戦で、またしてもプレーオフ・キャリアハイの40得点を記録してフェニックス・サンズの撃破に貢献した。第6戦では、17得点、5リバウンド、5アシストを記録し、試合終了間際には決定的なゴールを決めてサンズを105-98で退け、シリーズを4勝2敗で終え、自身初チャンピオンを獲得した。

#### 2021-22シーズン
2021-22シーズン、2021年10月23日のサンアントニオ・スパーズ戦で28得点を記録し、試合も121-111で勝利。レイ・アレンのクラブ通算得点（9681得点）を抜いて、通算9704得点でクラブ歴代10位となった。

### ワシントン・ウィザーズ
2025年2月6日にカイル・クーズマが絡む4チーム間のトレードで、AJ・ジョンソン、マティアス・レソートのドラフト交渉権、2028年のドラフト1巡目指名交換権、金銭と共にワシントン・ウィザーズへ移籍した。同月21日のミルウォーキー・バックス戦でウィザーズデビューを果たし、12得点、5リバウンド、2アシスト、2スティールを記録したが、チームは101-104で敗れた。

## プレースタイル
インサイドでも得点ができるが、アウトサイドからのシュートを得意としており、3ポイントシュートの成功率は4割を越える。一方でディフェンスの方が課題とされてきたが、バックス移籍後にジェイソン・キッドHCの指導の下、ディフェンス力も向上している。選手層が決して充実しているとはいえないバックスでは、攻守共に重宝されている。
2015年2月、コラムニストのマイケル・ピナによって、NBAで最も過小評価されている選手であると報じられた。

## 個人成績

### NBA

#### レギュラーシーズン
| シーズン     | チーム       | GP  | GS  | MPG  | FG%  | 3P%  | FT%   | RPG | APG | SPG | BPG | PPG  |
| ------------ | ------------ | --- | --- | ---- | ---- | ---- | ----- | --- | --- | --- | --- | ---- |
| 2012–13      | DET          | 27  | 0   | 17.6 | .440 | .311 | .844  | 1.9 | 1.0 | .6  | .1  | 6.1  |
| 2013–14      | MIL          | 82* | 64  | 30.0 | .440 | .414 | .861  | 3.8 | 2.1 | 1.0 | .2  | 12.1 |
| 2014–15      | MIL          | 79  | 58  | 30.1 | .467 | .407 | .859  | 4.4 | 2.3 | 1.5 | .1  | 13.4 |
| 2015–16      | MIL          | 79  | 79  | 36.1 | .444 | .396 | .888  | 3.8 | 4.2 | 1.7 | .2  | 18.2 |
| 2016–17      | MIL          | 29  | 23  | 30.7 | .450 | .433 | .880  | 4.2 | 3.4 | 1.4 | .2  | 14.7 |
| 2017–18      | MIL          | 82* | 82* | 36.4 | .466 | .359 | .884  | 5.2 | 4.0 | 1.5 | .3  | 20.1 |
| 2018–19      | MIL          | 77  | 77  | 31.1 | .441 | .378 | .837  | 6.0 | 4.3 | 1.0 | .1  | 18.3 |
| 2019–20      | MIL          | 62  | 59  | 29.9 | .497 | .415 | .916  | 6.2 | 4.3 | .9  | .1  | 20.9 |
| 2020–21†     | MIL          | 68  | 68  | 33.4 | .476 | .414 | .898  | 6.0 | 5.4 | 1.1 | .1  | 20.4 |
| 2021–22      | MIL          | 66  | 66  | 32.4 | .443 | .373 | .890  | 5.4 | 5.4 | 1.2 | .3  | 20.1 |
| 2022–23      | MIL          | 33  | 19  | 24.3 | .436 | .315 | .902  | 4.2 | 4.9 | .7  | .2  | 15.1 |
| 2023–24      | MIL          | 55  | 55  | 27.0 | .493 | .381 | .833  | 4.7 | 5.3 | .9  | .3  | 15.1 |
| 2024–25      | MIL          | 23  | 7   | 23.2 | .512 | .407 | .848  | 3.7 | 4.4 | .7  | .2  | 12.6 |
| 2024–25      | WAS          | 14  | 14  | 22.1 | .413 | .277 | .868  | 3.7 | 3.4 | 1.3 | .2  | 10.7 |
| 通算         | 通算         | 776 | 671 | 30.7 | .460 | .387 | .878  | 4.8 | 4.0 | 1.2 | .2  | 16.6 |
| オールスター | オールスター | 3   | 0   | 21.7 | .357 | .400 | 1.000 | 3.7 | 2.7 | .0  | .0  | 10.0 |

#### プレーオフ
| シーズン | チーム | GP | GS | MPG  | FG%  | 3P%  | FT%   | RPG | APG | SPG | BPG | PPG  |
| -------- | ------ | -- | -- | ---- | ---- | ---- | ----- | --- | --- | --- | --- | ---- |
| 2015     | MIL    | 6  | 6  | 38.7 | .380 | .324 | .933  | 3.7 | 2.0 | 2.3 | .5  | 15.8 |
| 2017     | MIL    | 6  | 6  | 38.5 | .397 | .368 | .818  | 4.7 | 5.3 | 2.0 | .0  | 14.5 |
| 2018     | MIL    | 7  | 7  | 39.3 | .598 | .610 | .737  | 5.1 | 3.1 | .9  | .7  | 24.7 |
| 2019     | MIL    | 15 | 15 | 34.3 | .418 | .435 | .835  | 6.3 | 4.4 | .6  | .0  | 16.9 |
| 2020     | MIL    | 10 | 10 | 35.5 | .394 | .354 | .826  | 6.9 | 6.0 | 1.1 | .2  | 20.3 |
| 2021†    | MIL    | 23 | 23 | 40.1 | .438 | .343 | .887  | 7.6 | 5.1 | 1.5 | .2  | 23.6 |
| 2022     | MIL    | 2  | 2  | 36.0 | .417 | .429 | 1.000 | 5.0 | 7.0 | 1.5 | .0  | 14.5 |
| 2023     | MIL    | 5  | 5  | 34.6 | .465 | .406 | .867  | 6.4 | 6.2 | .6  | .0  | 23.8 |
| 2024     | MIL    | 6  | 6  | 38.3 | .482 | .355 | .900  | 9.2 | 4.7 | .5  | .2  | 24.7 |
| 通算     | 通算   | 80 | 80 | 37.6 | .441 | .390 | .866  | 6.5 | 4.8 | 1.2 | .2  | 20.6 |

### カレッジ
| シーズン | チーム      | GP | GS | MPG  | FG%  | 3P%  | FT%  | RPG | APG | SPG | BPG | PPG  |
| -------- | ----------- | -- | -- | ---- | ---- | ---- | ---- | --- | --- | --- | --- | ---- |
| 2009-10  | テキサスA&M | 34 | 22 | 20.9 | .416 | .324 | .750 | 3.7 | 1.1 | .9  | .3  | 7.2  |
| 2010-11  | テキサスA&M | 33 | 33 | 29.6 | .450 | .361 | .784 | 5.2 | 2.8 | 1.2 | .1  | 14.3 |
| 2011-12  | テキサスA&M | 20 | 17 | 28.8 | .415 | .260 | .750 | 5.0 | 2.3 | 1.0 | .3  | 13.2 |
| 通算     | 通算        | 87 | 72 | 26.0 | .431 | .321 | .768 | 4.6 | 2.0 | 1.0 | .2  | 11.3 |

### 背番号
- 32（2012 - 2013年：ピストンズ時代、2025 - ：ウィザーズ時代）
- 22（2013 - 2025年：バックス時代）